# Bistum Itumbiara
Das Bistum Itumbiara (lat.: Dioecesis Itumbiarensis) ist eine in Brasilien gelegene römisch-katholische Diözese mit Sitz in Itumbiara im Bundesstaat Goiás.

## Geschichte
Das Bistum Itumbiara wurde am 11. Oktober 1966 durch Papst Paul VI. mit der Apostolischen Konstitution De animorum aus Gebietsabtretungen des Erzbistums Goiânia errichtet und diesem als Suffraganbistum unterstellt.

## Bischöfe von Itumbiara
- José Francisco Versiani Velloso, 1966–1972
- José de Lima, 1973–1981, dann Bischof von Sete Lagoas
- José Belvino do Nascimento, 1981–1987, dann Koadjutorbischof von Patos de Minas
- José Carlos Castanho de Almeida, 1987–1994, dann Bischof von Araçatuba
- Celso Pereira de Almeida OP, 1995–1998
- Antônio Lino da Silva Dinis, 1999–2013
- Fernando Antônio Brochini CSS, 2014–2023
- José Aparecido Gonçalves de Almeida, seit 2023